# Gigantoepalpus heros
Gigantoepalpus heros är en tvåvingeart som beskrevs av Townsend 1931. Gigantoepalpus heros ingår i släktet Gigantoepalpus och familjen parasitflugor.
Artens utbredningsområde är Venezuela. Inga underarter finns listade i Catalogue of Life.